# Kostas Lamprou
Konstantinos (Kostas) Lamprou (Grieks: Κωνσταντίνος (Κώστας) Λάμπρου) (Athene, 18 september 1991) is een Grieks voetballer die als doelman speelt. Hij tekende in december 2024 een contract tot medio 2025 bij NAC Breda.

## Clubcarrière

### Feyenoord
Lamprou begon bij amateurclub Atromitos Elpida en werd op een internationaal zaalvoetbaltoernooi, waar hij als gastspeler meespeelde met de jeugd van Panathinaikos FC, gescout door Ajax. Hij kwam op dertienjarige leeftijd in de jeugdopleiding van Ajax maar moest na één jaar vertrekken. Hierna ging hij bij de amateurs van Amstelveen Heemraad spelen. Daar viel hij op bij de scouts van Feyenoord en kwam in de jeugdopleiding en op zestienjarige leeftijd tekende hij zijn eerste profcontract.
In het seizoen 2008/2009 was hij onder trainer Gertjan Verbeek aanwezig op de eerste training. Hij kreeg rugnummer 40. In het seizoen 2009/10 mocht hij in eerste instantie in de voorbereiding niet mee op trainingskamp in Portugal, maar door de blessure van Rob van Dijk haalde Mario Been hem naar Portugal om als reservedoelman te fungeren tegen Sporting Lissabon. Darley presteerde voldoende en raakte niet geblesseerd, dus kreeg Lamprou geen speelminuten. Ook tegen Vitesse en Heracles Almelo was hij tweede doelman. Tot speelminuten kwam hij nog niet in het eerste elftal van Feyenoord.
In 2010 werd hij aan Excelsior verhuurd, maar ook daar kwam hij niet aan spelen toe en begin 2011 werd hij door Feyenoord teruggehaald. In het seizoen 2011/12 was hij tweede doelman en op 20 september 2011 maakte hij zijn debuut als basisspeler in de thuiswedstrijd om de KNVB beker tegen AGOVV. Ook speelde hij in de met 2–1 verloren bekerwedstrijd tegen Go Ahead Eagles op 27 oktober. In de competitie speelde hij nog niet; Erwin Mulder was de basisdoelman.
Op 15 september 2012 maakte Lamprou zijn debuut in de Eredivisie in de thuiswedstrijd tegen PEC Zwolle, vanwege een blessure van Mulder. Op 28 september werd bekend dat Kostas Lamprou voor het eerst in de voorselectie zat van het Grieks nationaal voetbalelftal. Ondanks de prestaties van Lamprou hield trainer Ronald Koeman vertrouwen in Mulder.

### Willem II
In juli 2014 tekende Lamprou een contract voor één seizoen op huurbasis bij het toen net gepromoveerde Willem II. Ook de twee andere gepromoveerde clubs, SBV Excelsior en FC Dordrecht hadden hun interesse in Lamprou kenbaar gemaakt. In zijn eerste wedstrijd van het seizoen 2014/15 op 10 augustus 2014 tegen PSV (1–3 verlies) ontving hij een rode kaart na het onderuithalen van Georginio Wijnaldum. Na afloop van het seizoen tekende Lamprou een contract tot medio 2017 bij Willem II. Op 1 februari 2017 werd bekendgemaakt dat Lamprou zijn aflopende contract niet zou verlengen en naar een andere club op zoek ging.

### Ajax
Op 1 augustus 2017 tekende Lamprou voor een jaar bij Ajax. Daarmee keerde hij terug bij de club waar hij in de jeugd één jaar speelde. Lamprou werd in Amsterdam reservedoelman, net als de eveneens in de zomer van 2017 aangetrokken Benjamin van Leer. Op 25 oktober 2017 maakte hij zijn debuut in Ajax 1 tijdens de bekerwedstrijd tegen ASV De Dijk in het Kras Stadion in Volendam. Op 6 mei 2018 mocht hij in de laatste wedstrijd van het seizoen, PSV was al kampioen, voor het eerst voor Ajax in de Eredivisie in de basis aantreden.
In seizoen 2018/19 speelt hij wel in het bekertoernooi, maar niet in de Eredivisie als eerste keeper Onana fit is. Wanneer hij door ziekte van Onana voor het eerst in dit seizoen in de basis staat in de Eredivisie, op 20 januari thuis tegen sc Heerenveen, krijgt Ajax vier doelpunten tegen. Naar aanleiding van dit tegenvallende optreden huurt Ajax keeper Bruno Varela van Benfica voor de rest van het seizoen. Lamprou zijn contract werd niet verlengd, bij aanvang van het seizoen 2019/20 was hij clubloos.

### Vitesse
In de zomer van 2019 werd bekend dat Lamprou een contract tekende bij Vitesse.

### RKC Waalwijk
In juni 2020 werd bekend dat Lamprou een contract tekende bij RKC Waalwijk voor één seizoen.

### PEC Zwolle
Lamprou tekende in juni 2021 een tweejarig contract bij PEC Zwolle, nadat zijn eenjarig contract bij RKC Waalwijk afliep.

### Willem II
Lamprou tekende in juli 2022 een contract bij Willem II, nadat zijn contract bij PEC Zwolle beëindigd werd. Hij stond 27 keer als doelman in het veld in de Eerste Divisie en verliet de club na één seizoen voor een terugkeer naar Feyenoord. 

### Feyenoord
Op 4 augustus 2023 werd bekend dat Lamprou na acht jaar terugkeerde bij Feyenoord, waar hij derde doelman zal worden achter Justin Bijlow en Timon Wellenreuther. Lamprou speelde niet voor deze club.

### NAC Breda
Na een half jaar clubloos te zijn geweest tekende Lamprou op 22 december 2024 een contract bij NAC Breda tot het einde van het seizoen.

## Carrièrestatistieken
| Seizoen                      | Club            | Competitie      | Competitie | Competitie | Beker | Beker | Overig | Overig | Totaal | Totaal |
| Seizoen                      | Club            | Competitie      | Wed.       | Dlp.       | Wed.  | Dlp.  | Wed.   | Dlp.   | Wed.   | Dlp.   |
| ---------------------------- | --------------- | --------------- | ---------- | ---------- | ----- | ----- | ------ | ------ | ------ | ------ |
| 2008/09                      | Feyenoord       | Eredivisie      | 0          | 0          | 0     | 0     | –      | –      | 0      | 0      |
| 2009/10                      | Feyenoord       | Eredivisie      | 0          | 0          | 0     | 0     | –      | –      | 0      | 0      |
| 2010/11                      | Feyenoord       | Eredivisie      | 0          | 0          | 0     | 0     | –      | –      | 0      | 0      |
| 2010/11                      | → Excelsior     | Eredivisie      | 0          | 0          | 0     | 0     | –      | –      | 0      | 0      |
| 2011/12                      | Feyenoord       | Eredivisie      | 0          | 0          | 2     | 0     | –      | –      | 2      | 0      |
| 2012/13                      | Feyenoord       | Eredivisie      | 12         | 0          | 2     | 0     | –      | –      | 14     | 0      |
| 2013/14                      | Feyenoord       | Eredivisie      | 2          | 0          | 1     | 0     | –      | –      | 3      | 0      |
| 2014/15                      | Feyenoord       | Eredivisie      | 0          | 0          | 0     | 0     | –      | –      | 0      | 0      |
| 2014/15                      | → Willem II     | Eredivisie      | 33         | 0          | 1     | 0     | –      | –      | 34     | 0      |
| 2015/16                      | Willem II       | Eredivisie      | 34         | 0          | 3     | 0     | 4      | 0      | 41     | 0      |
| 2016/17                      | Willem II       | Eredivisie      | 34         | 0          | 1     | 0     | –      | –      | 35     | 0      |
| 2017/18                      | Ajax            | Eredivisie      | 1          | 0          | 1     | 0     | –      | –      | 2      | 0      |
| 2017/18                      | Jong Ajax       | Eerste divisie  | 10         | 0          | –     | –     | –      | –      | 10     | 0      |
| 2018/19                      | Ajax            | Eredivisie      | 2          | 0          | 3     | 0     | –      | –      | 5      | 0      |
| 2019/20                      | Vitesse         | Eredivisie      | 0          | 0          | 2     | 0     | –      | –      | 2      | 0      |
| 2020/21                      | RKC Waalwijk    | Eredivisie      | 34         | 0          | 0     | 0     | –      | –      | 34     | 0      |
| 2021/22                      | PEC Zwolle      | Eredivisie      | 34         | 0          | 2     | 0     | –      | –      | 36     | 0      |
| 2022/23                      | Willem II       | Eerste divisie  | 27         | 0          | 0     | 0     | –      | –      | 27     | 0      |
| 2023/24                      | Feyenoord       | Eredivisie      | 0          | 0          | 0     | 0     | –      | –      | 0      | 0      |
| 2024/25                      | NAC Breda       | Eredivisie      | 1          | 0          | 0     | 0     | –      | –      | 1      | 0      |
| Carrière totaal              | Carrière totaal | Carrière totaal | 224        | 0          | 18    | 0     | 4      | 0      | 246    | 0      |
| Bijgewerkt tot 20 juni 2025. |                 |                 |            |            |       |       |        |        |        |        |

## Erelijst
Jong Ajax
| Nationaal      |    |         |
| Eerste divisie | 1x | 2017/18 |

 Ajax
| Nationaal     |    |         |
| Landskampioen | 1x | 2018/19 |
| KNVB Beker    | 1x | 2018/19 |

 Feyenoord
| Nationaal  |    |         |
| KNVB Beker | 1x | 2023/24 |